# Camden (Arkansas)
Camden város az USA Arkansas államában, Ouchaita megye délkeleti részén. A város lakott és 100 mérföldre helyezkedik el délre a South Post-i lakott romoktól. 2000-ben Camden 13 154 lakossal rendelkezett, de a annak legtöbbjét, 7.4 tized százalékot elveszített más államok számára. A lakossága 12 183 fő, melyet a 2010-es népszámlálás adataiból tudható. Camden a Micropolitan Statistical Area területének része, amely minden Oachitába és Calhoun megyébe tartozó területet magába foglalja. Camden része az Ark-La-Tex gazdaságszociális régiónak mely, Arkansas, Louisiana, Oklahoma és Texas területét foglalja magába.

## Népesség
A település népességének változása:

## A város híres szülöttei
- George Washington Hays (1863–1927), Arkansas kormányzója
- Benjamin Travis Laney (1896–1977), Arkansas kormányzója
- Catherine Dorris Norrell (1901–1981), Politikus, Kongresszusi képviselő
- L.C. "Buckshot" Smith (*1930), az szövetségi állam legidősebb rendőre, változatlanul aktív szolgálatban áll Camdenben
- David Pryor (* 1934), Politikus, Arkansas kormányzója
- Carl Burnett (* 1941), Jazz-zenész
- Ne-Yo (* 1979), énekes